# سینما سینماست
سینما سینماست فیلمی به کارگردانی، نویسندگی و تهیه‌کنندگی سید ضیاءالدین دری محصول سال ۱۳۷۵ است.

## خلاصه فیلم
دختر جوانی به نام ماندانا که شیفته سینماست برای بازی در یک فیلم سینمایی انتخاب می‌شود. پدر او که استاد دانشگاه است با حضور و بازی دخترش در فیلم مخالفت می‌کند. نامزد ماندانا نیز که دانشجوی رشته سینماست با او تعارض پیدا می‌کند. کارگردان به جای ساختن فیلم مورد نظر خود تصمیم می‌گیرد یک فیلم مستند داستانی دربارهٔ مخالفت والدین با بازیگر شدن فرزندانشان بسازد. در کوچه و خیابان با مردم عادی گفت و گو می‌کند و نظر آنها را دربارهٔ بازیگر شدن دختر یا همسرشان می‌پرسد. مردی برمی‌آشوبد و با کارگردان درگیر می‌شود. در چنین وضعی ماندانا به کارگردان اظهارعلاقه می‌کند و او به ماندانا پرخاش می‌کند که رفتار او بچه گانه و موجب بدنام شدن حرفه شان خواهد شد. کارگردان با پدر ماندانا که حرف‌هایش دربارهٔ هنر و سینما با عملش که مخالف نظر دخترش است مغایرت دارد به گفت و گو می‌پردازد و عاقبت پدر رضایت می‌دهد که دخترش بازیگر سینما شود.

## جشنواره‌ها
فیلم سینما سینماست در پانزدهمین جشنواره فیلم فجر (۱۳۷۵) و جشنواره فیلم اجتماعی آبادان (۱۳۷۸) حضور داشته است.